# Список эпизодов телесериала «Морская полиция: Спецотдел»
Список эпизодов американского драматического детективного телесериала «Морская полиция: Спецотдел», созданного Дональд П. Беллисарио и Доном Макгиллом, спин-оффа телесериала «Военно-юридическая служба» («JAG»). В сюжете рассказывается о работе вымышленного отдела из службы криминальных расследований ВМС США, расследующего преступления, связанные с американскими моряками.
Впервые команда агентов под руководством Гиббса появилась в двух эпизодах (8 сезон, 20-21 эпизоды) телесериала «Военно-юридическая служба» 22 и 29 апреля 2003 года. 13 мая телеканал CBS включил спин-офф сериала под рабочим названием «N.C.I.S.» в сетку вещания на 2003—2004 теле сезона. Первый эпизод нового сериала вышел в эфир на телеканале CBS во вторник, 23 сентября 2003 года, в 8:00 часов вечера. 28 октября CBS продлил «Морскую полицию» на полный сезон, состоящий из двадцати двух эпизодов, финал сезона транслировался 25 мая 2004 года. 28 сентября 2004 года состоялась премьера второго сезона сериала, финал был показан 24 мая 2005. 20 сентября 2005 года началась трансляция третьего сезона, последний эпизод был показан 16 мая 2006 года. Премьера четвёртого сезона состоялась 19 сентября 2006 года, финал сезона вышел 22 мая 2007 года. Пятый сезон стартовал 25 сентября 2007 года, но после выхода в эфир одиннадцати эпизодов дальнейшее производство было приостановлено в связи с Забастовкой Гильдии сценаристов США. После её окончания было объявлено, что будут показаны ещё семь эпизодов, которые начнут трансляцию 8 апреля 2008 года. Таким образом, пятый сезон состоял из девятнадцати эпизодов, а последний двухчасовой эпизод вышел в эфир 20 мая 2008 года. 14 февраля сериал был продлён на шестой сезон. 22 сентября 2009 года стартовал седьмой сезон сериала, финальный эпизод сезона показали 25 мая 2010 года. 21 сентября 2010 года вышел в эфир первый эпизод восьмого сезона, а финальный, двадцать четвёртый эпизод был показан 17 мая 2011 года. Девятый сезон транслировался с 20 сентября 2011 по 15 мая 2012 года и включил в себя двадцать четыре эпизода. 14 марта 2012 года телесериал был продлён на десятый сезон, премьера которого состоялась 25 сентября 2012 года. 1 февраля 2013 года телесериал был продлён на одиннадцатый сезон, премьера которого состоялась 24 сентября 2013 года. 13 марта 2014 года телесериал был продлён на двенадцатый сезон, премьера которого состоялась 23 сентября 2014 года. 11 мая 2015 года телесериал был продлён на тринадцатый сезон, премьера которого состоялась 22 сентября 2015 года. 29 февраля 2016 года CBS продлил сериал сразу на 14 и 15 сезоны.Телеканал CBS объявил 13 апреля 2018 года о продлении сериала еще на один сезон, шестнадцатый, после сделки с Марком Хармоном на2018-2019 гг. . «Морская полиция: Спецотдел» был продлен на семнадцатый сезон после сделки с Марком Хармоном, на 2019-2020 гг.Телеканал CBS объявил об этом 11 апреля 2019 года. В мае 2020 года CBS продлила сериал на восемнадцатый сезон."Морская полиция" была продлена CBS на девятнадцатый сезон, премьера которого состоится 20 сентября 2021 года..

## Обзор сезонов
| Сезон | Сезон   | Количество эпизодов | Оригинальная дата выхода | Оригинальная дата выхода |
| Сезон | Сезон   | Количество эпизодов | Премьера сезона          | Финал сезона             |
| ----- | ------- | ------------------- | ------------------------ | ------------------------ |
|       | Вводный | 2                   | 22 апреля 2003           | 29 апреля 2003           |
|       | 1       | 23                  | 17 сентября 2003         | 25 мая 2004              |
|       | 2       | 23                  | 28 сентября 2004         | 24 мая 2005              |
|       | 3       | 24                  | 20 сентября 2005         | 16 мая 2006              |
|       | 4       | 24                  | 19 сентября 2006         | 22 мая 2007              |
|       | 5       | 19                  | 25 сентября 2007         | 20 мая 2008              |
|       | 6       | 25                  | 23 сентября 2008         | 19 мая 2009              |
|       | 7       | 24                  | 22 сентября 2009         | 25 мая 2010              |
|       | 8       | 24                  | 21 сентября 2010         | 17 мая 2011              |
|       | 9       | 24                  | 20 сентября 2011         | 15 мая 2012              |
|       | 10      | 24                  | 25 сентября 2012         | 14 мая 2013              |
|       | 11      | 24                  | 24 сентября 2013         | 13 мая 2014              |
|       | 12      | 24                  | 23 сентября 2014         | 12 мая 2015              |
|       | 13      | 24                  | 22 сентября 2015         | 17 мая 2016              |
|       | 14      | 24                  | 20 сентября 2016         | 16 мая 2017              |
|       | 15      | 24                  | 26 сентября 2017         | 22 мая 2018              |
|       | 16      | 24                  | 25 сентября 2018         | 21 мая 2019              |
|       | 17      | 20                  | 24 сентября 2019         | 16 апреля 2020           |
|       | 18      | 16                  | 17 ноября 2020           | 25 мая 2021              |
|       | 19      | 21                  | 20 сентября 2021         | 23 мая 2022              |
|       | 20      | 22                  | 19 сентября 2022         | 22 мая 2023              |
|       | 21      | 10                  | 12 февраля 2024          | 6 мая 2024 года          |
|       | 22      | 20                  | 14 октября 2024          | 5 мая 2025               |

## Вводные эпизоды
| № в сериале JAG | № в 8 сезоне JAG | Название                    | Режиссёр              | Сценарист(ы)                        | Дата показа в США | Зрители |
| --- | ---------------- | --------------------------- | --------------------- | ----------------------------------- | ----------------- | ------- |
| 178 | 20               | «Ice Queen» «Королева льда» | Дональд П. Беллисарио | Дональд П. Беллисарио и Дон Макгилл | 22 апреля 2003    | 13,84   |
| Команду военно-морской полиции вызывают, чтобы расследовать таинственную смерть офицера JAG, лейтенанта Лорен Сингер. |                  |                             |                       |                                     |                   |         |
| 179 | 21               | «Meltdown» «Оттаивание»     | Скотт Бразил          | Дональд П. Беллисарио и Дон Макгилл | 29 апреля 2003    | 13,63   |
| Хармон Рэбб предстаёт перед военным судом за убийство лейтенанта Сингер, и у него, кажется, нет алиби. Тем временем, специальный агент Лерой Джетро Гиббс пытается получить информацию от террориста Амада Бин Атвы прежде, чем совершится нападение на американское судно. |                  |                             |                       |                                     |                   |         |